# Dye (мини-альбом)
| Оценки критиков | Оценки критиков |
| Источник        | Оценка          |
| --------------- | --------------- |
| K-Pop Reviewed  | 8.2/10          |
| All K-Pop       | 9/10            |

Dye (стилизуется как DYE) — одиннадцатый мини-альбом южнокорейского бойбенда Got7. Был выпущен в цифровом и физическом виде 20 апреля 2020 года лейблом JYP Entertainment при поддержке Dreamus. Он содержит шесть песен, включая ведущий сингл «Not By The Moon», и четыре бонус-трека. Альбом содержит в себе трэп, джаз, синти-поп, хаус и реггетон.
Dye стал самым продаваемым альбомом Got7 в их карьере — по состоянию на июль 2020 года количество проданных копий преодолело порог в 400 тысяч. Он также вошел в мировой чарт альбомов Billboard на четвёртой строчке. Got7 продвигали альбом живыми выступлениями на различных музыкальных шоу.

## Предпосылки и релиз
В январе 2020 года, когда JYP Entertainment раскрыло планы по продвижению своих артистов, изначально возвращение Got7 на сцену с новым альбомом заявлено не было, речь шла лишь о концертах в Таиланде на крупнейшем стадионе страны — Раджамангала. 2 апреля было заявлено, что камбэк Got7 состоится либо в конце месяца, либо в начале мая; точная дата утверждена не была. 6 апреля коллектив анонсировал релиз одиннадцатого мини-альбома Dye с синглом «Not By The Moon», в тот же день был опубликован специальный трейлер. 7 апреля была опубликована первая часть фото-тизеров каждого участника, на следующий день — ещё одна, где участники были с масками для бала-маскарада. 11 апреля был выпущен общий тизер, вдохновлённый винтажным стилем. 12 апреля опубликовали фото-тизеры двух саб-юнитов группы (Чжинён, Югём, Бэм-Бэм и Джексон; Ёнчжэ, Марк и Джейби). 13 апреля обнародовали трек-лист предстоящего альбома, а на следующий день опубликовали отрывки текста каждой композиции. 15 и 16 апреля выложили тизеры видеоклипа «Not By The Moon». 17 апреля было опубликовано хайлайт-видео с отрывками новых композиций. За несколько часов до официального релиза JYP выпустил видео со съёмочного процесса обложки альбома.
Альбом Dye был выпущен 20 апреля в 18:00 по корейскому времени как на физических носителях, так и в цифровом формате.

## Композиции
Dye состоит из шести композиций, и в версии на CD доступны ещё четыре песни. Название альбома является каламбуром существительного «краситель» (англ. dye), которое означает как цвет, так и смерть из-за «вечной любви».
Главный сингл «Not By The Moon» был написан Пак Чин Ёном, который ранее уже принимал участие в написании и продюсировании песен группы; композиции «Aura» и «Gravity» написал Ars; «Crazy» и «Ride» написал Defsoul; «Love You Better» написал Чжинён; композитором «Poison» стал Югём; Бэм-Бэм, Джексон и Марк участвовали в написании текста «God Has Return + Mañana». Участники описали альбом как «более печальный и сильный» по сравнению с Call My Name.

## Музыкальное видео
Видеоклип «Not By The Moon» был выпущен одновременно с альбомом. Он получил похвалу за отличие от предыдущих концептов группы, а также за «мистические мотивы»; вдохновением послужила знаменитая пьеса Уильяма Шекспира «Ромео и Джульетта». За первые 24 часа видеоклип собрал 7 миллионов просмотров на YouTube, что стало одним из лучших результатов в карьере группы.

## Промоушен
20 апреля Got7 провели онлайн-шоукейс в приложении V Live, который посмотрели почти 2 миллиона человек. Группа также выступала на различных музыкальных шоу, однако запись проводилась без поклонников из-за пандемии коронавируса.

## Список композиций
Общий список композиции (версия на CD + цифровая); вся информация взята с Naver Music.
| №                   | Название                  | Текст песни                           | Музыка                                        | Длительность |
| ------------------- | ------------------------- | ------------------------------------- | --------------------------------------------- | ------------ |
| 1.                  | «Aura»                    | Чу Чан Янг Ars NiiHWA                 | Чу Чан Янг Ars NiiHWA Lavin                   | 3:06         |
| 2.                  | «Crazy»                   | Defsoul Mirror Boy D.Ham Moon Hanmiru | Defsoul Mirror Boy Moon Hanmiru               | 3:51         |
| 3.                  | «Not by the Moon»         | J.Y.Park Ли Сы Ран                    | J.Y.Park Jay & Rudy Исаак Хан Аарон Ким OKIRO | 3:24         |
| 4.                  | «Love You Better»         | Чжинён Чо Ми Янг room102              | Фредерик Джул Нильсен BLSSD                   | 3:21         |
| 5.                  | «Trust My Love»           | B-Rock 10YEARS                        | Дэйви Нейт Кейт Хетрик APPU KRISHNAN          | 3:12         |
| 6.                  | «Poison»                  | Mos-mal                               | Югём Дейви Нейт A-Dee                         | 2:55         |
| 7.                  | «Ride»                    | Defsoul                               | Defsoul Zayson iHwak Royal Drive              | 1:52         |
| 8.                  | «Gravity»                 | Ars NODAY                             | Ars NODAY                                     | 1:40         |
| 9.                  | «God Has Return + Mañana» | Джексон Бэм-Бэм Марк                  | Бэм-Бэм FRANTS                                | 4:10         |
| 10.                 | «JY&YG Dance»             |                                       |                                               | 2:49         |
| Общая длительность: | Общая длительность:       | Общая длительность:                   | Общая длительность:                           | 30:20        |

## Чарты
| Чарт (2020)                                 | Высшая позиция |
| ------------------------------------------- | -------------- |
| Бельгия/Фландрия (Ultratop)                 | 192            |
| Япония (Oricon)                             | 22             |
| Япония (Billboard Japan)                    | 72             |
| Республика Корея (Gaon)                     | 1              |
| Швейцария (Schweizer Hitparade)             | 94             |
| Великобритания (Album Downloads Chart, OCC) | 49             |
| США, Heatseekers Albums (Billboard)         | 9              |
| США, Independent Albums (Billboard)         | 45             |
| США, World Albums (Billboard)               | 4              |

## Продажи и сертификации
| Страна           | Продажи | Сертификация |
| ---------------- | ------- | ------------ |
| Республика Корея | 444,563 | Платина      |

## Награды и номинации

### Музыкальные шоу
| Песня             | Дата      | Программа     |
| ----------------- | --------- | ------------- |
| «Not By The Moon» | 29 апреля | Show Champion |
| «Not By The Moon» | 30 апреля | M!Countdown   |
| «Not By The Moon» | 1 мая     | Music Bank    |